# Eudynamys
Genre
Eudynamys est un genre d'oiseaux de la famille des Cuculidae.

## Liste des espèces
D'après la classification de référence (version 5.1, 2015) du Congrès ornithologique international (ordre phylogénique) :
- Eudynamys scolopaceus – Coucou koël
- Eudynamys melanorhynchus – Coucou à bec noir
- Eudynamys orientalis – Coucou bleuté

Selon Alan P. Peterson, ce genre ne contient qu'une seule espèce et 17 sous-espèces :
- Eudynamys scolopaceus – Coucou koël